# 신화그룹
홍콩신화그룹(香港新华集团)은 홍콩에 본사를 둔 기업으로서, 다국적 기업의 회사이다. 신화그룹은 1957년 홍콩에서 창립되었다. 창시자인 채계유선생과 그의 아들 조나단 채가 그룹을 이끌었다.
신화그룹의 주요 사업으로는 상업부동산, 상업무역 유통, 식품(해산물), 금융투자, 교육양성, 기초설비, 하이테크 기술, 미디어사업 등의 업무를 경영하며 연간 영업이익은 대략 100억(홍콩달러) 이상이다. 
신화그룹은 중국 내륙부터 시작해 마카오, 베트남, 태국, 말레이시아, 인도네시아, 미얀마, 캄보디아, 싱가포르, 캐나다, 유럽, 미국, 호주 등의 나라에 해외 지사를 두고 있으며 한국에는 신화에프에이치코리아가 있다.
신화그룹은 일본 해물 레스토랑 체인점 nishimura를 경영하고 있고 자매 식당 격인 fuku, 9호수산은 모두 홍콩에 위치해 있다.
식품 사업에는 와인, 프랑스 치즈와 스페인 햄과 같은 세계 각국의 유명한 음식과 미식도 포함되어 있다.
베트남에서 고도로 자동화된 커피 생산시설을 경영하고 있다. 연간 8만톤의 커피원두 생산하여 베트남의 커피수출을 이끌고 있다.
신화그룹은 홍콩, 마카오, 중국대륙, 베트남, 캄보디아와 캐나다에서 부동산 사업을 시작하고 30년간 부동산의 개발, 건설, 관리 업무를 진행해왔다.
텐진국제금융센터, 선양신화국제금융센터, 캐나다밴쿠버신화쇼핑센터, 베트남호치민신화진주 건설하였다.
2000년도에 홍콩 증권거래소에 상장한 신화회이푸금융지주유한공사는 금융시장에 금융융자, 수매, 주식거래, 매니지먼트를 담당하는 서비스 브랜드를 건립했다.
신화미디어는 방송시설과 인터넷 영화관, 미디어 기획을 경영하고 있다.
현재 베이징, 장쑤, 후베이, 랴오닝에 10개의 영화관을 만들고 경영하고 있다.
2000년도에 홍콩정치대학에 채계유학교와 유치원을 설립했다.

## 홍콩신화그룹(香港新华集团) 조너선 초이 (蔡冠深) 회장의 약력
- 전국정협위원 부주석 (全国政协委员)
- 홍콩중화총상회회장(香港中华总商会会长)
- 전국공상연합회상임(全国工商联合会常委)
- 홍콩•베트남상회회장(香港越南商会会长)
- 중화해외연합회상임이사(中华海外联谊会常务理事)
- 중국•인도네시아소프트웨어협회 주석 (中印软件协会主席)
- 중국•홍콩•이스라엘 민간하이테크 협작센터 주석(中国香港以色列民间科技合作及促进中心主席)
- 홍콩 총영사관 한국투자 홍보대사